# Dimako
Dimako è un centro abitato del Camerun, situato nella Regione dell'Est.